# Mahmud Muhammad Taha
Mahmud Muhammad Taha (in arabo محمود محمد طه‎?, Maḥmūd Muḥammad Ṭāhā; Rufa'a, 1909 o 1911 – Khartum, 18 gennaio 1985) è stato un teologo e politico sudanese riformista e fondatore di un movimento politico filo-democratico.

## Biografia
Pur essendo un ingegnere, i suoi interessi per il pensiero islamico lo condussero a elaborare una visione in contrasto con quella dominante nel mondo islamico. Come militante del Partito Repubblicano, fondato nel 1945, fu condannato a un anno di carcere per essersi rifiutato di mettere fine alle sue rivendicazioni politiche contro il governo coloniale britannico. Tuttavia, come risposta alle proteste organizzate dal Partito Repubblicano, fu graziato dalle autorità coloniali e liberato dopo appena 50 giorni di detenzione.
Mahmud Muhammad Taha non restò in libertà troppo a lungo. In quello stesso anno fu arrestato ancora, giudicato e condannato a due anni di carcere per aver diretto una rivolta popolare contro i britannici nella sua città natale. Più tardi descrisse quel periodo in prigione scrivendo: "Quando ero in carcere, ho cominciato a capire che ero stato elevato dal mio Signore, e lì ho cominciato la mia Khalwa (lett. "ritiro/isolamento") con Lui".

## Condanna a morte
Il 5 gennaio 1985 Taha fu arrestato per aver distribuito manifestini che esortavano a metter fine all'applicazione della Legge islamica in Sudan. Tradotto in giudizio, egli rifiutò di partecipare al dibattimento e la Corte impiegò appena due ore per giungere alla sentenza e irrogare le sue pene capitali a carico degli accusati, sulla base della loro confessione di aver agito per l'abolizione del ricorso alla Sharīʿa che il regime dittatoriale militare aveva voluto a tutti i costi adottare per il Sudan. Il giorno seguente Taha fu condannato a morte con altri quattro suoi seguaci (che in seguito si dichiararono pentiti e furono perdonati) per eresia, opposizione alla legge islamica, disturbo della sicurezza pubblica, induzione all'ostilità nei confronti del governo e ricostituzione di un partito politico messo al bando".
Il governo militare vietò che qualsiasi forma di pensiero islamico giudicata "non ortodossa" fosse discussa pubblicamente, in quanto potenzialmente "produttiva di disordine religioso", o fitna (sedizione). Una Corte d'appello speciale approvò la sentenza il 15 gennaio. Due giorni più tardi, il Presidente Ja'far al-Nimeyri diresse l'esecuzione capitale.
L'accusa di apostata dell'Islam si basava sulle affermazioni di Taha, secondo cui era necessaria la separazione tra religione e Stato, oltre al fatto che le sure medinesi, le più politiche del Corano, corrispondevano ai quadri mentali e psicologici di una società operante nel VII secolo e, per questo, modificabili in funzione delle dinamiche storiche: tesi questa condivisa d'altronde da vari autorevoli studiosi, anche musulmani.